# Хард-хаус
Хард-хаус (англ. UK hard house) — стиль хаус-музыки, появившийся в середине 1990-х годов и ассоциирующийся с лондонским клубом Trade и связанными с ним диджеями, ставшими пионерами жанра. Жанр характеризуется быстрым темпом (около 150 ударов в минуту), басами не-в-такт, хуверами (специфичными гудящими синтезированными звуками), горнами и семплами ликующей толпы. Обычно в середине трека начинается сегмент без ударных. Хард-хаус характеризуется длинным секциями с резкими струнным. Дропы в треках обычно наступают после сегмента ударных, напоминающими барабанную дробь.

## Поджанры

### Скаус-хаус
Скаус-хаус (англ. scouse house), также в разные периоды баунси-хаус, UK-баунс, донк, хард-баунс — поджанр хард-хауса, появившийся в Великобритании, в городе Ливерпуль. Жанр претерпел множество изменений и несколько раз перерождался под новыми именами, уходя то в металлический звук техно, то приобретая вокал и мелодичность.
Представители: Alex K, Hypasonic, Ultrabeat, Mickey Modelle vs Jessy, Пит Дейли, Бен Ти, DJ Welly и др.

### Пампинг-хаус
Пампинг-хаус (англ. pumping house), также памп, бампинг — поджанр хард-хауса или одна из ранних сцен скаус-хауса, возникшая в конце 1990-х. Толчком к появлению стал зародившийся на одной из европейских сцен элемент звучания, известный как бамбу-бас (bamboo-bass), который впервые был синтезирован нидерландским проектом Klubbheads на синтезаторе Yamaha DX7 в 1997-м году. Первым треком, где присутствовал бамбу-бас называется «Ultimate Seduction — A Walking Nightmare (Klubbheads GP Mix)». Жанр имел множество поклонников в России, превзойдя по популярности оригинальный хард-хаус и став культурным феноменом, породив в дальнейшем несколько направлений, — в Британии жанр получил развитие как один из видов скаус-хауса под названием донк, в Испании аналогичная местная сцена получила название поки, в то время как в России жанр получил своё развитие как хардбасс.

#### Хардбасс
Хардбасс или хард-басс (англ. hard bass) — производный жанр пампинг-хауса, возникший в Санкт-Петербурге в 2000-е годы. Первым треком в жанре называют «Hi-Per — Gimme More (Klubbheads Hi-Pe Hard Mix)». Бамбу-бас является лидирующим элементом в музыкальных треках и нередко сопровождается искаженными вокальными вставками. Хардбасс как музыкальное движение первоначально высмеивал массовую культуру и поведение посещающих рейвы «гопников». Жанр получил повторную известность в России в 2010 году благодаря треку «Наш гимн» российской группы Hard Bass School, который имел значительную популярность в Интернете. В том же году группа выпускает юмористический ролик «Хардбас — школа колбасы», который становится вирусным мемом за пределами России.

#### Метал-шейд
Метал-шейд (англ. metal shade) — подвид хардбасса с использованием элементов индастриал-техно и глитчей. Авторы, пишущие музыку в данном стиле искажают бамбу-бас до неузнаваемости, в результате чего музыка приобретает «тёмную и зловещую» атмосферу. Создателем стиля является DJ Barabass.
Представители: Iron Project, DJ Yurbanoid, Hard Lickerz, Just Motion

#### Поки
Поки (исп. poky) — испанский вариант пампинг-хауса с применением элементов техно. Для жанра характерно комбинирование бамбу-баса или подмена его похожим синтетическим басом при темпе 140—160 BPM. В стиле превалируют «кислотные» звуки и так называемые «пищалки».
Представители: Head Horny’s, Miguel Serna, DJ Marta, DJ Napo, Tim Wokan и др.